# Деклан Райс
Деклан Райс (англ. Declan Rice, нар. 14 січня 1999, Кінгстон-апон-Темс, Лондон) — англійський футболіст ірландського походження, опорний півзахисник клубу «Арсенал» та збірної Англії.

## Клубна кар'єра
Народився 14 січня 1999 року в місті Лондон. З семирічного віку тренувався у футбольній академії «Челсі». У 2014 році став гравцем футбольної академії клубу «Вест Гем Юнайтед».
16 грудня 2015 року Райс підписав свій перший професійний контракт з «молотобійцями». У квітні 2017 року отримав свій перший виклик в основний склад «Вест Гема» на матчі проти «Сандерленда» та «Евертона». 21 травня 2017 року дебютував в основному складі «молотобійців» в матчі останнього туру Прем'єр-ліги проти «Бернлі», вийшовши на заміну Едімілсону Фернандешу.
19 серпня 2017 року Деклан вперше вийшов у стартовому складі «Вест Гема» в матчі Прем'єр-ліги проти «Саутгемптона». У квітні 2018 року Райс посів друге місце в голосуванні на звання «молотобійця року», поступившись нагородою Марко Арнаутовичу. Всього в сезоні 2017/18 він провів за команду 31 матч.
22 грудня 2018 року Райс провів свій 50-й матч за «Вест Гем», ставши першим тінейджером після Майкла Карріка, якому вдалося подібне досягнення. 28 грудня 2018 року він підписав з клубом новий контракт до 2024 року. 12 січня 2019 року Райс забив свій перший гол у складі «Вест Гем Юнайтед» у матчі проти «Арсенала».

## Виступи за збірні

### Ірландія
Незважаючи на те, що Деклан народився в Лондоні, він мав право грати за збірні Ірландії, оскільки його дідусь і бабуся були з графства Корк. В результаті Райс виступав за юнацькі збірні Ірландії до 17 і 19 років, а 5 вересня 2017 року дебютував у складі збірної Ірландії до 21 року в матчі проти однолітків з Азербайджану. У травні 2017 року брав участь у зборі національної команди для підготовки до товариських матчів.
23 березня 2018 року дебютував у складі національної збірної Ірландії в матчі проти Туреччини, вийшовши в стартовому складі і відігравши всі 90 хвилин. Також в квітні і в червні Райс зіграв у складі збірної Ірландії у товариських матчах проти збірної США і збірної Франції.

### Англія
У лютому 2019 року Деклан Райс оголосив про бажання виступати за збірну Англії і направив офіційний запит до ФІФА. 5 березня 2019 року ФІФА схвалила запит Райса і офіційно дала добро на його виступи за національну команду Англії. 13 березня 2019 року отримав виклик до складу збірної Англії на кваліфікаційні матчі до чемпіонату Європи 2020 року. 
22 березня дебютував за збірну Англії, вийшовши на заміну у другому таймі в матчі проти збірної Чехії, в якому його команда виграла з рахунком 5:0. 25 березня у матчі проти збірної Чорногорії Райс вийшов у стартовому складі і відіграв всі 90 хвилин; англійці здобули перемогу з рахунком 5:1.
Влітку 2019 року був включений у фінальну заявку збірної на Фінал чотирьох Ліги націй УЄФА 2019 року.

## Статистика виступів

### Статистика клубних виступів
Станом на 12 листопада 2022 року
| Сезон             | Команда            | Чемпіонат         | Чемпіонат | Чемпіонат | Національний кубок | Національний кубок | Національний кубок | Континентальні кубки | Континентальні кубки | Континентальні кубки | Інші змагання | Інші змагання | Інші змагання | Усього | Усього |
| Сезон             | Команда            | Ліга              | Ігор      | Голів     | Ліга               | Ігор               | Голів              | Ліга                 | Ігор                 | Голів                | Ліга          | Ігор          | Голів         | Ігор   | Голів  |
| ----------------- | ------------------ | ----------------- | --------- | --------- | ------------------ | ------------------ | ------------------ | -------------------- | -------------------- | -------------------- | ------------- | ------------- | ------------- | ------ | ------ |
| 2016–17           | «Вест Гем Юнайтед» | ПЛ                | 1         | 0         | КА+КЛ              | -                  | -                  | -                    | -                    | -                    | -             | -             | -             | 1      | 0      |
| 2017–18           | «Вест Гем Юнайтед» | ПЛ                | 26        | 0         | КА+КЛ              | 1+4                | 0                  | -                    | -                    | -                    | -             | -             | -             | 31     | 0      |
| 2018–19           | «Вест Гем Юнайтед» | ПЛ                | 34        | 2         | КА+КЛ              | 1+3                | 0                  | -                    | -                    | -                    | -             | -             | -             | 38     | 2      |
| 2019–20           | «Вест Гем Юнайтед» | ПЛ                | 38        | 1         | КА+КЛ              | 2+0                | 0                  | -                    | -                    | -                    | -             | -             | -             | 40     | 1      |
| 2020–21           | «Вест Гем Юнайтед» | ПЛ                | 32        | 2         | КА+КЛ              | 2+1                | 0                  | -                    | -                    | -                    | -             | -             | -             | 35     | 2      |
| 2021–22           | «Вест Гем Юнайтед» | ПЛ                | 36        | 1         | КА+КЛ              | 3+1                | 1+0                | ЛЄ                   | 10                   | 3                    | -             | -             | -             | 50     | 5      |
| 2022–23           | «Вест Гем Юнайтед» | ПЛ                | 15        | 1         | КА+КЛ              | 0                  | 0                  | ЛК                   | 5                    | 0                    | -             | -             | -             | 20     | 1      |
| Усього за кар'єру | Усього за кар'єру  | Усього за кар'єру | 182       | 7         |                    | 18                 | 1                  |                      | 15                   | 3                    |               | -             | -             | 215    | 11     |

### Статистика виступів за збірну
Станом на 10 грудня 2022 року
| Дата       | Місто         | Господарі  | Результат               | Гості       | Турнір                                    | Голи | Примітки |
| ---------- | ------------- | ---------- | ----------------------- | ----------- | ----------------------------------------- | ---- | -------- |
| 22-3-2019  | Лондон        | Англія     | 5 – 0                   | Чехія       | Відбір до ЧЄ 2020                         | -    | 63'      |
| 25-3-2019  | Подгориця     | Чорногорія | 1 – 5                   | Англія      | Відбір до ЧЄ 2020                         | -    |          |
| 6-6-2019   | Гімарайнш     | Нідерланди | 3 – 1 д.ч.              | Англія      | Ліга націй УЄФА 2018—2019 - півфінал      | -    | 106'     |
| 7-9-2019   | Лондон        | Англія     | 4 – 0                   | Болгарія    | Відбір до ЧЄ 2020                         | -    |          |
| 10-9-2019  | Саутгемптон   | Англія     | 5 – 3                   | Косово      | Відбір до ЧЄ 2020                         | -    |          |
| 11-10-2019 | Прага         | Чехія      | 2 – 1                   | Англія      | Відбір до ЧЄ 2020                         | -    | 88'      |
| 17-11-2019 | Приштина      | Косово     | 0 – 4                   | Англія      | Відбір до ЧЄ 2020                         | -    |          |
| 5-9-2020   | Рейк'явік     | Ісландія   | 0 – 1                   | Англія      | Ліга націй УЄФА 2020—2021 - груповий етап | -    |          |
| 8-9-2020   | Копенгаген    | Данія      | 0 – 0                   | Англія      | Ліга націй УЄФА 2020—2021 - груповий етап | -    |          |
| 11-10-2020 | Лондон        | Англія     | 2 – 1                   | Бельгія     | Ліга націй УЄФА 2020—2021 - груповий етап | -    | 32'      |
| 14-10-2020 | Лондон        | Англія     | 0 – 1                   | Данія       | Ліга націй УЄФА 2020—2021 - груповий етап | -    | 76'      |
| 15-11-2020 | Левен         | Бельгія    | 2 – 0                   | Англія      | Ліга націй УЄФА 2020—2021 - груповий етап | -    |          |
| 18-11-2020 | Лондон        | Англія     | 4 – 0                   | Ісландія    | Ліга націй УЄФА 2020—2021 - груповий етап | 1    |          |
| 28-3-2021  | Тирана        | Албанія    | 0 – 2                   | Англія      | Відбір до ЧС 2022                         | -    |          |
| 31-3-2021  | Лондон        | Англія     | 2 – 1                   | Польща      | Відбір до ЧС 2022                         | -    |          |
| 2-6-2021   | Мідлсбро      | Англія     | 1 – 0                   | Австрія     | товариський матч                          | -    | 62'      |
| 6-6-2021   | Мідлсбро      | Англія     | 1 – 0                   | Румунія     | товариський матч                          | -    | 65'      |
| 13-6-2021  | Лондон        | Англія     | 1 – 0                   | Хорватія    | ЧЄ 2020 - груповий етап                   | -    |          |
| 18-6-2021  | Лондон        | Англія     | 0 – 0                   | Шотландія   | ЧЄ 2020 - груповий етап                   | -    |          |
| 22-6-2021  | Лондон        | Чехія      | 0 – 1                   | Англія      | ЧЄ 2020 - груповий етап                   | -    | 46'      |
| 29-6-2021  | Лондон        | Англія     | 2 – 0                   | Німеччина   | ЧЄ 2020 - 1/8 фіналу                      | -    | 8' 88'   |
| 3-7-2021   | Рим           | Україна    | 0 – 4                   | Англія      | ЧЄ 2020 - чвертьфінал                     | -    | 57'      |
| 7-7-2021   | Лондон        | Англія     | 2 – 1 д.ч.              | Данія       | ЧЄ 2020 - півфінал                        | -    | 95'      |
| 11-7-2021  | Лондон        | Італія     | 1 – 1 д.ч. (3 – 2 п.п.) | Англія      | ЧЄ 2020 - фінал                           | -    | 74'      |
| 2-9-2021   | Будапешт      | Угорщина   | 0 – 4                   | Англія      | Відбір до ЧС 2022                         | 1    | 54' 88'  |
| 8-9-2021   | Варшава       | Польща     | 1 – 1                   | Англія      | Відбір до ЧС 2022                         | -    |          |
| 12-10-2021 | Лондон        | Англія     | 1 – 1                   | Угорщина    | Відбір до ЧС 2022                         | -    |          |
| 26-3-2022  | Лондон        | Англія     | 2 – 1                   | Швейцарія   | товариський матч                          | -    | 61'      |
| 29-3-2022  | Лондон        | Англія     | 3 – 0                   | Кот-д'Івуар | товариський матч                          | -    |          |
| 4-6-2022   | Будапешт      | Угорщина   | 1 – 0                   | Англія      | Ліга націй УЄФА 2022—2023 - груповий етап | -    |          |
| 7-6-2022   | Мюнхен        | Німеччина  | 1 – 1                   | Англія      | Ліга націй УЄФА 2022—2023 - груповий етап | -    |          |
| 11-6-2022  | Вулвергемптон | Англія     | 0 – 0                   | Італія      | Ліга націй УЄФА 2022—2023 - груповий етап | -    | 65'      |
| 23-9-2022  | Мілан         | Італія     | 1 – 0                   | Англія      | Ліга націй УЄФА 2022—2023 - груповий етап | -    |          |
| 26-9-2022  | Лондон        | Англія     | 3 – 3                   | Німеччина   | Ліга націй УЄФА 2022—2023 - груповий етап | -    |          |
| 21-11-2022 | Ер-Раян       | Англія     | 6 – 2                   | Іран        | ЧС 2022 - груповий етап                   | -    |          |
| 25-11-2022 | Ель-Хаур      | Англія     | 0 – 0                   | США         | ЧС 2022 - груповий етап                   | -    |          |
| 29-11-2022 | Ер-Раян       | Уельс      | 0 – 3                   | Англія      | ЧС 2022 - груповий етап                   | -    | 58'      |
| 4-12-2022  | Ель-Хаур      | Англія     | 3 – 0                   | Сенегал     | ЧС 2022 - 1/8 фіналу                      | -    |          |
| 10-12-2022 | Ель-Хаур      | Англія     | 1 – 2                   | Франція     | ЧС 2022 - чвертьфінал                     | -    |          |
| Усього     |               | Матчів     | 39                      |             | Голів                                     | 2    |          |

| Дата      | Місто    | Господарі | Результат | Гості    | Турнір           | Голи | Примітки |
| --------- | -------- | --------- | --------- | -------- | ---------------- | ---- | -------- |
| 23-3-2018 | Анталія  | Туреччина | 1 – 0     | Ірландія | товариський матч | -    |          |
| 28-5-2018 | Сен-Дені | Франція   | 2 – 0     | Ірландія | товариський матч | -    |          |
| 2-6-2018  | Дублін   | Ірландія  | 2 – 1     | США      | товариський матч | -    |          |
| Усього    |          | Матчів    | 3         |          | Голів            | 0    |          |

## Титули та досягнення
- Переможець Ліги конференцій УЄФА (1):

«Вест Гем Юнайтед»: 2022–23
- Володар Суперкубка Англії (1):

«Арсенал»: 2023
Збірна Англії
- Віце-чемпіон Європи (2): 2020, 2024[23]